# 제16회 가치봄영화제
제16회 가치봄영화제는 2015년 10월 16일에 열린 시상식이다.

## 수상 및 후보

### 대상
- 나는 소리를 본다 - 강주희 수상

### 우수상
- 은혜 - 박매화 수상
- 소란 - 이창환 수상

### 인권상
- 나를 위한다고 말하지 마 - 허세준 수상

### 신진감독상
- 보통사람 - 손보경 수상

### 특별상
- 조선농역사 - 박재현 수상

### PDFF 경선
- 레슨 - 서인환
- 26번째 봄 - 이로운
- 아무도 돌아오지 않는 밤 - 김하나
- 휠체어 - 조한솔
- 두밤 - 최지훈
- 희망, 스트~라이크! - 강용진
- 귀머거리와 바람 - 황규일
- 딸랑딸랑 - 이은천
- 섹시미녀와 루피 - 장경례
- 안 보이는 것은 아름답다 - 최시영

### 장애인미디어운동
- 농어르신들의 이야기 - 김혜림
- 더위야 - 위헌철
- 영화보기 좋은 날 - 전정수

### 특별상영
- 나는 달린다 - 장경례
- 연두장화 - 정섬

### 한국영화초청
- 바이크 레이디 - 정윤철
- 반짝반짝 두근두근 - 김태균
- 붕괴 - 이원우
- 스물 - 이병헌